# Stanisław Parzymies
Stanisław Edward Parzymies (ur. 11 października 1938 w Małochwieju Dużym) – polski badacz stosunków międzynarodowych, dyplomata, wykładowca Instytutu Stosunków Międzynarodowych Uniwersytetu Warszawskiego (ISM UW).

## Życiorys
Urodził się w rodzinie chłopskiej jako jeden z czterech synów Pawła i Franciszki ze Staszczaków. W 1956 ukończył liceum ogólnokształcące w Krasnymstawie. W 1961 ukończył studia na Wydziale Dyplomatyczno-Konsularnym Szkoły Głównej Służby Zagranicznej, broniąc napisaną pod kierunkiem Ludwika Gelberga pracę z prawa międzynarodowego pt. Zatoki historyczne. Był członkiem uczelnianych władz Zrzeszenia Studentów Polskich. 1 sierpnia 1961 rozpoczął pracę w Ministerstwie Spraw Zagranicznych, w Departamencie V, ds. Afryki i Azji. Trzykrotnie pełnił funkcję zastępcy ambasadora: w Tunisie, Kinszasie i Algierze. W 1975 został odwołany z placówki w Algierii i wydalony z MSZ po tym, jak jego brat pozostał nielegalnie na emigracji w Stanach Zjednoczonych.
1 listopada 1975 podjął pracę starszego asystenta w Zakładzie Krajów Rozwijających się Polskiego Instytutu Spraw Międzynarodowych. W 1979 uzyskał w PISM doktorat na podstawie dysertacji Polityka śródziemnomorska państw Maghrebu. Na początku lat 80. jego zainteresowania naukowe zaczęły koncentrować się na problematyce bezpieczeństwa europejskiego i polityki zagranicznej Francji. Przebywał na zagranicznych stypendiach PISM, rządu francuskiego i niemieckiego oraz Fundacji im. Friedricha Eberta. W 1985 uzyskał habilitację na podstawie pracy Czynnik wojskowy w polityce zagranicznej Francji 1958–1982. W 1993 otrzymał tytuł naukowy profesora. Od stycznia 1992 do lipca 1993 kierownik podyplomowego Studium Służby Zagranicznej PISM. W lipcu 1993, w związku z likwidacją PISM, przeszedł do Departamentu Badań Strategicznych PISM MSZ. W 1994 został zatrudniony jako profesor nadzwyczajny w ISM UW, a od 2000 zwyczajny. W latach 90. zaczął zajmować się politycznymi i instytucjonalnymi aspektami integracji europejskiej, a później także prawem dyplomatycznym i konsularnym oraz organizacjami międzynarodowymi.
Oprócz dydaktyki w języku polskim prowadził także zajęcia po francusku dla przebywających w ISM UW studentów zagranicznych. Przewodniczył radzie naukowej ISM UW i był kierownikiem Zakładu Integracji Europejskiej tamże.
Pracował także na stanowisku profesora zwyczajnego na Wydziale Biznesu i Stosunków Międzynarodowych Akademii Finansów i Biznesu Vistula w Warszawie.
Stopień doktora pod jego kierunkiem uzyskali, m.in.: Jarosław Gryz (1998), Joanna Starzyk-Sulejewska (2001), Rafał Trzaskowski (2004), Andrzej Szeptycki (2004), Paweł Borkowski (2004), Małgorzata Mizerska-Wrotkowska (2007), Karolina Helnarska (2007), Kinga Redłowska (2009).
Żonaty z arabistką Anną Parzymies, z którą ma synów Pawła i Andrzeja.

## Odznaczenia
W 2014 otrzymał z rąk ambasadora Francji francuski Order Palm Akademickich. Odznaczony także Złotym Krzyżem Zasługi oraz Krzyżem Kawalerskim Orderu Odrodzenia Polski. Otrzymał także odznakę honorową Zasłużonego Pracownika Służby Dyplomatyczno-Konsularnej

## Wybrane publikacje
- Czynnik wojskowy w polityce zagranicznej Francji 1958–1982, Warszawa 1984.
- Przyjaźń z rozsądku. Francja i Niemcy w nowej Europie, Warszawa 1994.
- Europejskie struktury współpracy (red.), Warszawa 1995.
- Stosunki międzynarodowe w Europie. 1945–1999; Warszawa 1999.
- Unia Europejska. Nowy typ współpracy międzynarodowej (red. wspólnie z E.Haliżakiem), Warszawa 2002.
- Instytucjonalizacja wielostronnej współpracy w Europie, (autor i redakcja naukowa we współpracy z R. Ziębą) Warszawa 2004.
- OSCE and Minorities. Assessment and Prospects (ed.), Warsaw 2007.
- Integracja europejska w dokumentach, PISM, (wstęp i wybór dokumentów) Warszawa 2008.
- Dyplomacja czy siła ? Unia Europejska w stosunkach międzynarodowych (autor, redakcja naukowa, wstęp), Warszawa 2009.
- Polityka zagraniczna Francji po zimnej wojnie. 25 lat w służbie wielobiegunowości, Warszawa 2017.